# Wrześnica (Sławno)
Wrześnica (deutscher Name Freetz) ist ein Dorf im Nordosten der polnischen Woiwodschaft Westpommern und gehört zur Landgemeinde Sławno (Schlawe) im Powiat Sławieński.

## Geographische Lage

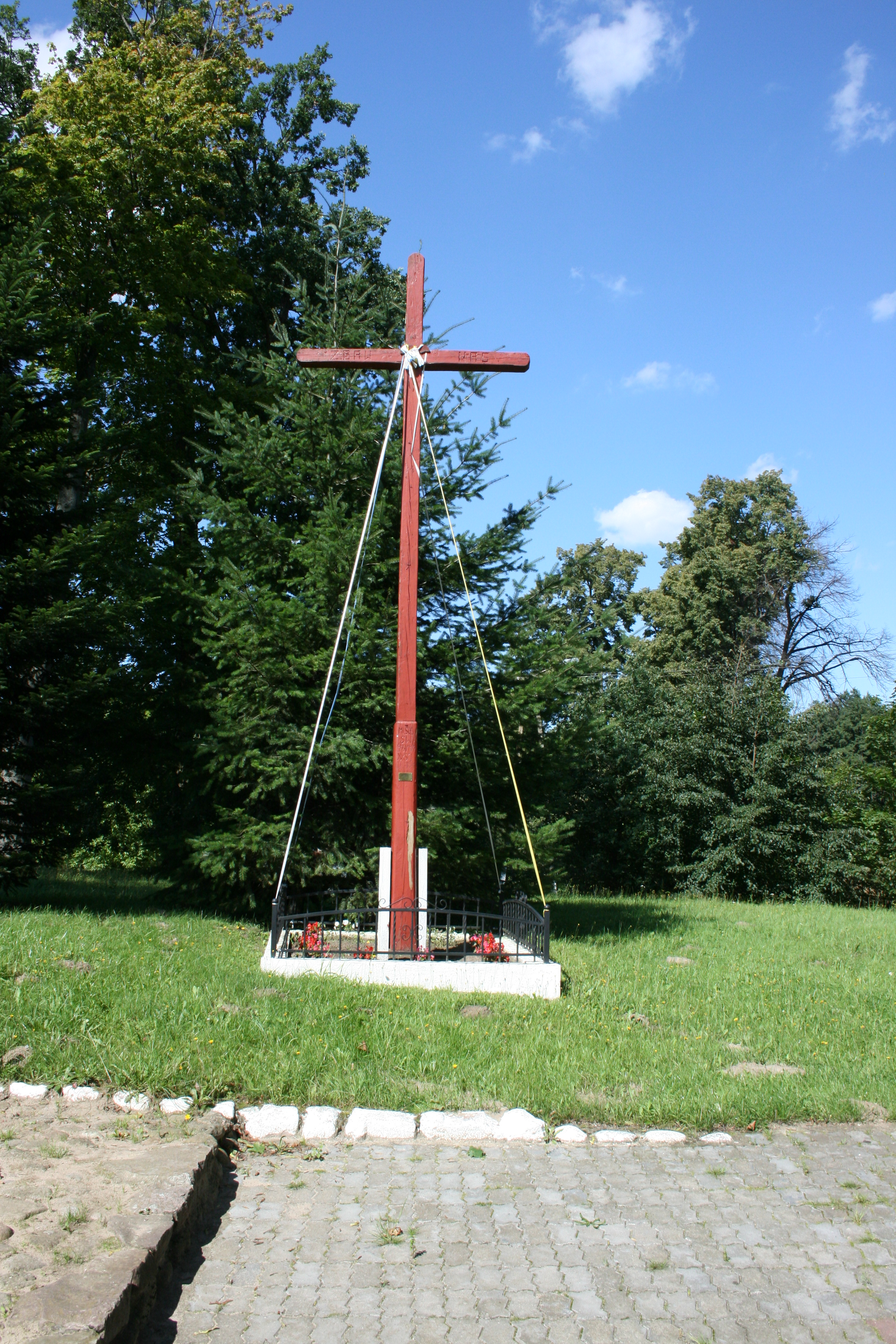
Wegekreuz

Das Bauerndorf Wrześnica liegt in Hinterpommern, neun Kilometer östlich von Sławno (Schlawe). Nachbarorte von Wrześnica sind: Sławsko (Alt Schlawe) im Westen, Pałowo (Alt Paalow) und Nosalin (Nitzlin) im Norden, Sycewice (Zitzewitz) im Osten (bereits in der Woiwodschaft Pommern) sowie Noskowo (Notzkow) und Warszkowo (Alt Warschow) im Süden.
Die Landschaft ist flach, nur teilweise hügelig. Östlich des Dorfes befindet sich ein 60 Meter hoher (über NN.) Sand- und Kiesberg. Nördlich liegt der so genannte Revelsberg in der Freetzer Heide, die sich nordwestlich des Dorfes bis an das Tal der Wieprza (Wipper) erstreckt.

## Geschichte
Über die Historie des erweiterten Haufendorfes – das Zentrum bei der Kirche nannte man vor 1945 Dreieck – ist wenig bekannt. In der Freetzer Heide findet man einen bewachsenen Hügel, umzogen von einem Graben, der vor 1945 die Burg genannt wurde und auf eine frühe Burganlage hindeutet.
Freetz gehörte seit alters her zum Rügenwalder Amt. 1652 hielten hier die Städte Rügenwalde (Darłowo), Schlawe und Stolp (Słupsk) einen Konvent ab, um in den Auseinandersetzungen zwischen Brandenburg und Schweden gegen die schwedische Steuererhebung zu protestieren.
Um 1780 war Freetz ein Dorf mit 19 Bauern, 1 Freischulzen, 4 Landkossäten (darunter 1 Müller und 1 Schmied), 3 Büdner, 1 Schulhaus und 1 Hirtenkaten bei insgesamt 32 Feuerstellen (Haushalten). Im Jahre 1818 lebten hier 289 Einwohner, deren Zahl bis 1885 auf 1023 stieg und im Jahre 1939 noch 900 betrug.

Freetz östlich von Rügenwalde an der Ostsee (linke Bildhälfte, Mitte, durch Anklicken vergrößerbar), nordöstlich von Schlawe und südwestlich von Stolp auf einer Landkarte von 1910.

Bis 1945 gehörte Freetz zum Amts- und Standesamtsbezirk Notzkow (Noskowo) und zum Amtsgerichtsbereich Schlawe. Das Dorf lag im Landkreis Schlawe i. Pom. im Regierungsbezirk Köslin der preußischen Provinz Pommern.
Im März 1945 besetzten Truppen der Roten Armee den Ort. Es kam zu willkürlichen Erschießungen und zur Verschleppung zahlreicher Einwohner. Freetz wurde anschließend unter polnische Verwaltung gestellt und in Wrześnica umbenannt. Die Einwohner wurden vertrieben. Die letzten deutschen Einwohner verließen 1947 das Dorf.
Das Dorf ist heute ein Teil der Gmina wiejska Sławno im Powiat Sławieński der Woiwodschaft Westpommern (bis 1998 Woiwodschaft Stolp). 2012 hatte Wrześnica etwa 760 Einwohner.
Im Dorf gibt es mehrere Geschäfte, ein Postamt, eine Bibliothek, einen Zahnarzt und einen Friedhof. Durch das Dorf führt der gekennzeichnete Sławno-Radweg.

## Ortsgliederung bis 1945
Vor 1945 gehörten zur Gemeinde Freetz zwei Wohnplätze:
1. Freetzer Mühle (polnisch: Wrześniczka), Wassermühle, drei Kilometer westlich des Ortes an der Gemarkungsgrenze zu Alt Schlawe (Sławsko), die Mühle gehörte früher dem Rügenwalder Amt
2. Fichtkaten (Zielonka), Bauernhof, zwei Kilometer nördlich des Dorfes am Nordrand der Freetzer Heide an der Gemarkungsgrenze zu Nitzlin (Nosalin).

## Kirche

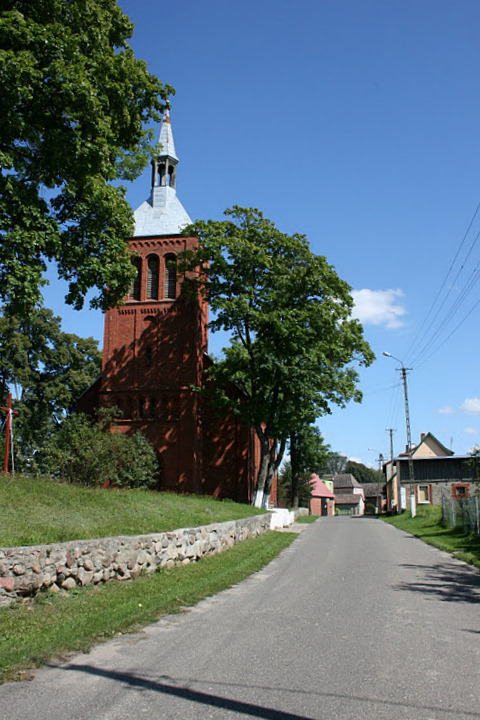
Dorfkirche, bis 1945 Gotteshaus der evangelischen Gemeinde Freetz (Aufnahme im August 2011)

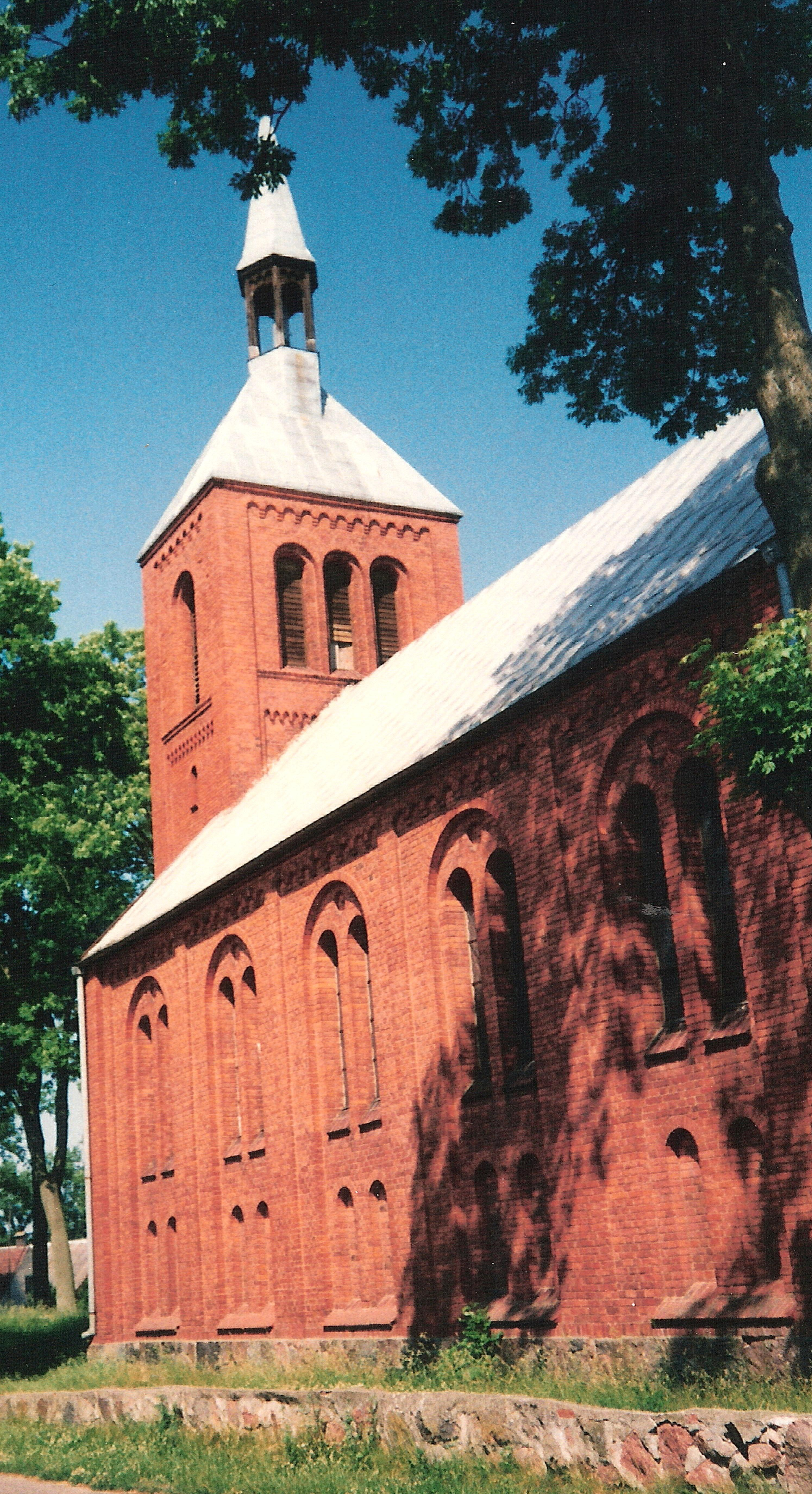
Kirche im Juni 1997

### Kirchengemeinde
Die Freetzer Bevölkerung war vor 1945 überwiegend evangelischer Konfession. Das Dorf bildete eine selbständige Kirchengemeinde, die mit den Kirchengemeinden Alt Schlawe (Sławsko) und Stemnitz (Staniewice) zum Kirchspiel Alt Schlawe gehörte.
Es war bis 1928 in den Kirchenkreis Rügenwalde (Darłowo) integriert, danach in den Kirchenkreis Schlawe (Sławno) der Kirchenprovinz Pommern der Kirche der Altpreußischen Union.
Im Jahre 1940 gehörten von 2904 Kirchspiel-Gemeindegliedern 970 zur Kirchengemeinde Freetz. Letzter deutscher Geistlicher war Pfarrer Paul Hollatz.
Seit 1945 wohnen in Wrześnica fast ausnahmslos römisch-katholische Kirchenglieder. Das Dorf ist nun eine Filialgemeinde zu der – 1998 neu errichteten – Pfarrei Warszkowo (Alt Warschow) im Dekanat Sławno im Bistum Köslin-Kolberg der Katholischen Kirche in Polen. Hier lebende evangelische Gläubige sind der Evangelisch-Augsburgischen Kirche in Polen mit den Pfarrämtern in Koszalin (Köslin) bzw. Słupsk (Stolp) in der Diözese Pommern-Großpolen zugeordnet.

### Dorfkirche
Die rote Backsteinkirche mit Glockenstuhl und Turm ist ein neogotischer Bau aus dem 19. Jahrhundert und wurde auf den Grundmauern der Vorgängerkirche errichtet. Sie wurde am 9. Dezember 1868 eingeweiht. Aus der Vorgängerkirche waren noch mehrere liturgische Gegenstände (Taufschale aus Messing, Altarleuchter) sowie Holzfiguren (Maria, Paulus u. a.) vorhanden. Über dem Altar befand sich vor 1945 ein Deckengemälde: in einem mit Sternen verzierten Himmel ein Engel in hellblauem Gewand und wehender Friedensschärpe mit dem Spruch: Ehre sei Gott in den Höhen und Friede auf Erden unter den Menschen, an denen Gott ein Wohlgefallen hat.
Bis 1945 diente das Gotteshaus ausschließlich evangelischen Gottesdiensten. 1945 wurde es zugunsten der katholischen Kirche enteignet, die es im gleichen Jahr unter dem Namen Matki Bożej Pocieszenia (Mutter Gottes des Trostes) neu weihte. Derzeit gehört die katholische Kirche zur Pfarrei in Warszków.
Über dem eher schlichten Tischaltar der katholischen Kirche wurden auf den Wänden des Chors vier Personen gemalt: der Heilige Dominikus Savio, der Heilige Adalbert von Prag, die Selige Jolenta Helena und die Heilige Maria (v. l. n. r.). Zudem darunter der umlaufende Spruch „Przyjdź Jesu mój, zostań wśród nas“ (Komm, mein Jesu, bleib unter uns). Über den Heiligen ist auch noch eine Umschrift gemalt, die darauf hinweist, dass es sich bei der Heiligen Maria rechts um die Mutter Jesu handelt.

## Schulen
Die Freetzer Volksschule wurde etwa um die Wende des 19. zum 20. Jahrhundert gebaut. Sie hatte bis 1945 drei Klassenzimmer und zwei Lehrerwohnungen. Eine Schule war in Freetz mindestens seit 1784 vorhanden.
Im September 1945 wurde in Wrześnica eine polnische Grundschule gegründet, in der zunächst 11 Schüler, Kinder der neuen Siedler, unterrichtet wurden. Nachdem zwischenzeitlich nach einer Bildungsreform eine Mittelschule eingerichtet worden war, gibt es inzwischen eine achtklassige Grundschule, die auch die Kinder der Nachbarorte Noskowo und Żabno besuchen.

## Vereine
In Wrześnica gibt es mehrere Vereine:
- Gesangsgruppe „Wrześniczanki“. Die Gruppe, deren Mitglieder Frauen des Landfrauenkreises sind, besteht seit 1979. Im Laufe ihres über 40-jährigen Bestehens nahm sie an zahlreichen Wettbewerben, Rezensionen und lokalen Veranstaltungen teil und gewann zahlreiche Preise und Auszeichnungen.
- Sportverein „Wrzos“
- Freiwillige Feuerwehr. Diese wurde am 10. Oktober 1945 durch Stefan Bocian und Wacław Ryzop gegründet. Es gibt auch einen
- Ländlicher Hausfrauenclub

## Festung
Die mittelalterliche Stadt hatte eine Festung, eine so genannte Tieflandfestung, die ursprünglich ringförmig verlief. Heute ist sie eingeebnet und von feuchten Wiesen umgeben.

## Im Ort geborene Persönlichkeiten
- Johann Cunde (1724/25–1759), deutscher Theologe und Schulmann.

## Verkehr
Südlich der Ortschaft verläuft die Landesstraße 6 (frühere deutsche Reichsstraße 2, heute auch Europastraße 28) Danzig–Stettin. Der Ort ist Bahnstation an der Bahnstrecke Danzig–Stargard.